# Condado de Decatur (Indiana)
El condado de Decatur (en inglés: Decatur County), fundado en 1822, es uno de 92 condados del estado estadounidense de Indiana. En el año 2000, el condado tenía una población de 24 555 habitantes y una densidad poblacional de 25 personas por km². La sede del condado es Greensburg. El condado recibe su nombre en honor a Stephen Decatur. 

## Geografía
Según la Oficina del Censo, el condado tiene un área total de 967 km², de la cual 965 km² es tierra y 2 km² (0.22%) es agua.

### Condados adyacentes
- Condado de Rush (norte)
- Condado de Franklin (este)
- Condado de Ripley (sureste)
- Condado de Jennings (sur)
- Condado de Bartholomew (oeste)
- Condado de Shelby (noroeste)

## Demografía
Según la Oficina del Censo en 2000, los ingresos medios por hogar en el condado eran de $40 401, y los ingresos medios por familia eran $46 453. Los hombres tenían unos ingresos medios de $31 790 frente a los $24 688 para las mujeres. La renta per cápita para el condado era de $18 582. Alrededor del 9.30% de la población estaban por debajo del umbral de pobreza.

## Transporte

### Autopistas principales
- Interestatal 74
- U.S. Route 421
- Ruta Estatal de Indiana 3
- Ruta Estatal de Indiana 46
- Ruta Estatal de Indiana 48

## Municipalidades

### Ciudades y pueblos
- Greensburg
- Milford
- Millhousen
- Newpoint
- St. Paul
- Westport
- Clarksburg, Indiana

### Municipios
El condado de Decatur está dividido en 9 municipios:
- Adams
- Clay
- Clinton
- Fugit
- Jackson
- Marion
- Salt Creek
- Sand Creek
- Washington